# 唐納德·約翰森
唐納德·約翰森（Donald Johanson）是一位美國古人類學家。他最著名的成就是在衣索比亞哈達爾的阿法爾三角地區發現了被稱為「露西」的雌性南方古猿化石。

## 南方古猿
1974年11月24日，露西在衣索比亞哈達爾被發現。當時，研究生湯姆·格雷勸說約翰遜放下手中的文書工作，一時興起前往考察。他眼角餘光瞥見一塊閃閃發光的白色化石骨骼，認出那是人類化石。最終，這具骨骼的40%被找到，並被描述為已知的第一具南方古猿阿法種。約翰森驚訝地發現竟然一下子就發現如此多的露西骨骼。探險隊成員帕梅拉·奧爾德曼建議將這具化石命名為“露西”，因為披頭士樂隊的歌曲《鑽石天空下的露西》（Lucy in the Sky with Diamonds）在露西發現的當晚反複播放。

## 榮譽
- 1976年，唐納德·約翰森榮獲美國成就學院金盤獎[1]。
- 1991年，懷疑論調查委員會（CSICOP）授予唐納德·約翰森委員會最高榮譽「理性頌歌獎」[2]。
- 2014年10月19日，唐納德·約翰森發表了第二屆年度帕特魯斯基講座。
- 2014年10月24日，唐納德·約翰森在宗教自由基金會第37屆年會上接受了「皇帝的新服裝」獎[3]。
- 小行星52246是露西號任務的目標，以他的名字命名[4]。小行星中心於2015年12月25日發布了正式命名引文（M.P.C. 97569）[5]。

## 外部連結
- Institute of Human Origins at Arizona State University
- . www.achievement.org. American Academy of Achievement.
- In Search of Human Origins – PBS
- Lucy's Legacy: The Quest for Human Origins[usurped] – Video
- NPR. Science Friday. "Human Origins" – May 9, 1997, interview with Johanson.
- NPR. Science Friday.  "Lucy's Relative" – December 1, 2006, interview with Johanson.
- NPR. Science Friday. "Lucy's Legacy" – March 6, 2009, interview with Johanson.
- "Origins of Modern Humans: Multiregional or Out of Africa?" by Donald Johanson
- 互联网档案馆中唐納德·約翰森的作品或与之相关的作品
- Studs Terkel Radio Archive. "Donald Johanson discusses his book Lucy: The Beginnings of Humankind" – March 16, 1981, interview with Studs Terkel.